# Tammeka Tartu
JK Tammeka Tartu este o echipă de fotbal din Tartu, Estonia.

## Jucători notabili
- Aivar Anniste
- Marcelo Gomes
- Vitali Gussev
- Oliver Konsa
- Eduard Ratnikov